# 松奇诺农村居民点
松奇诺农村居民点（俄语：Сончинское сельское поселение）是俄罗斯联邦沃罗涅日州卡缅卡区所属的一个农村居民点。其下辖有5个居民点，行政中心为松奇诺。据2016年统计，该农村居民点的人口为878人。